# Подводные лодки типа «Брагадин»
Подводные минные заградители типа «Брагадин» (итал. Bragadin) вошли в состав итальянского флота в 1931 году. Спроектированы и построены фирмой «Този» (ит.) на основе ПЛ «Пизани». Конструкция однокорпусная. Мины располагались в двух горизонтальных шахтах в кормовой части.
При испытаниях выяснилось, что минные шахты расположены неудачно и лодки имеют плохую остойчивость. Для устранения этих недостатков в 1935 году лодки поставили на модернизацию, в ходе которой длину корпуса уменьшили на 2 метра (за счет кормовой оконечности). На лодках установили бортовые були и изменили форму носовой части по типу ПЛ «Бандиера».

## Список ПЛ типа «Брагадин»
| Подводная лодка      | Верфь | Спущена на воду | Начало службы | Конец службы      |
| -------------------- | ----- | --------------- | ------------- | ----------------- |
| Marcantonio Bragadin | Този  | 21.7.1929       | 16.11.1931    | списана 1.2.1948. |
| Filippo Corridoni    | Този  | 30.3.1930       | 17.11.1931    | списана 1.2.1948. |